# Hora Svaté Anny
Hora Svaté Anny (polsky Góra Świętej Anny, německy Sankt Annaberg, slezsky Anaberg nebo Świyntŏ Anna) je obec v jižním Polsku v Opolském vojvodství v okrese Strzelce ve gmině Leśnica. Rozkládá se na severním a východním svahu stejnojmenného kopce (408 m n. m.) v nejzápadnější části Slezské vrchoviny. V roce 2011 zde žilo 467 obyvatel.
Hora Svaté Anny je nejvýznamnějším katolickým poutním místem Horního Slezska. První kostel na kopci byl postaven na sklonku 15. století. Na začátku 17. století byla do něj z Ujazdu přemístěna uctívaná dřevěná socha svaté Anny Samotřetí datovaná do roku 1480. V roce 1655 do obce přišla skupina třiceti františkánů, kteří nechali kostel přestavět v barokním slohu a vedle vybudovali první klášter. V letech 1700–1709 vznikla na jižních a západních svazích hory Kalvárie – křížová cesta se 33 kaplemi. Mezi lety 1733 až 1749 proběhla výstavba nového barokního kláštera. V průběhu dalších dvou století došlo ještě k několika dalším stavebním úpravám. 
Zvláštní význam získala Hora Svaté Anny v 19. století v době národnostních nesvárů. Jak proněmecky, tak propolsky orientovaní Slezané ji považovali za symbolické místo, jakési „srdce Slezska“, a zde konané bohoslužby nebo sváteční akce měly mnohdy ráz politické manifestace. Bitva u Annabergu v květnu 1921 byla největší bitvou v průběhu hornoslezských povstání. Po rozdělení regionu v roce 1922 Hora Svaté Anny zůstala na německé straně a byla připojena k Polsku až po druhé světové válce. Dodnes zde žije početná německá menšina (25,7 % při sčítání lidu 2011) a obec je od roku 2008 oficiálně dvojjazyčná.
Kromě poutního komplexu jsou významnými pamětihodnostmi Hory Svaté Anny Památník povstaleckého činu (Pomnik Czynu Powstańczego) dokončený v roce 1955, který propagandisticky upomíná na bitvu z roku 1921 a „odvěký polský boj proti germánství“, a s nim sousedící meziválečný amfiteátr pro 30 tisíc diváků, původně součást nacistického mauzolea s obdobnou, ač opačně interpretovanou, tematikou.
Bývalý nefelinitový lom na jižním svahu kopce tvoří geologickou přírodní rezervaci. V roce 2010 byl zřízen Národní geopark Hora Svaté Anny s deset kilometrů dlouhou naučnou stezkou spojující řadu z přírodně-geologického hlediska významných stanovišť v okolí.
Každoročně v druhé půlce července se v obci koná Svátek mládeže (Święto Młodzieży) – celopolský sraz katolické mládeže.
Katastrem Hory Svaté Anny prochází dálnice A4, ale vesnice na ni není napojena, nejbližší sjezd je vzdálený osm kilometrů.